# Alex Aster
Alexandra Pierson (4 de agosto de 1995), conhecida profissionalmente por assinar com seu pseudônimo Alex Aster, é uma autora colombiana-americana de livros para público jovem adulto. Ela é mais conhecida pela série de fantasia para jovens adultos Lightlark e pela série de fantasia infantil Emblem Island. Ela foi best-seller do The New York Times.

## Biografia
Ela é filha de Keith e Claudy Pierson. Seus pais são coproprietários da Keith Pierson Toyota em Jacksonville, Flórida.  Alex começou a escrever livros quando tinha treze anos, consultando diversas editoras antes de fechar um contrato de publicação pouco antes de se formar na faculdade. Ela se formou na Universidade da Pensilvânia em 2017 em inglês.

## Carreira
Ela escreveu seis livros antes de seu primeiro contrato de livro. Ela publicou seu primeiro livro, Curse of the Night Witch, em 2020, seguido por sua sequência Curse of the Forgotten City em 2021. Essa série de livros foi inspirada em sua herança colombiana e nas histórias que a avó dela contava para ela, porém essa série não conseguiu obter o nível de sucesso comercial que ela esperava.
Nos meses anteriores ao lançamento de seu livro seguinte, Lightlark, ela postou no TikTok fazendo a promoção do conceito da história, que logo se tornou viral e levou a um acordo de publicação do romance. O livro recebeu uma tiragem inicial de 200.000 cópias e vendeu mais de 24.000 cópias na primeira semana, tornando-se um best-seller do New York Times.

### SérieEmblem Island
- Curse of the Night Witch (2020)
- Curse of the Forgotten City (2021)

### SagaLightlark
- Lightlark (2022) no Brasil mesmo nome (Rocco, 2023) em Portugal mesmo nome (Editorial Presença, 2023)
- Nightbane (2023) no Brasil mesmo nome (Rocco, 2024) em Portugal mesmo nome (Editorial Presença, 2024)
- Skyshade (2024)